# Atlas-Vega

Parte do projeto do Atlas-Vega.

O Atlas-Vega, foi um projeto de veículo de lançamento descartável de origem Norte americana. 
Ele foi concebido pela NASA, logo nos primórdios das missões interplanetárias, antes que o Atlas-Centaur ficasse disponível.
Os trabalhos já haviam sido iniciados, quando a NASA descobriu que a CIA e a USAF
tinham um projeto quase idêntico, o Atlas-Hustler, que viria a ficar conhecido como Atlas-Agena. 
O projeto do Atlas-Vega foi cancelado em 1959.